# Stuyahok (Nushagak)
Pour les articles homonymes, voir Stuyahok.
La rivière Stuyahok est un cours d'eau d'Alaska, aux États-Unis situé dans la région de recensement de Dillingham. C'est un affluent de la rivière Mulchatnadu elle-même affluent du fleuve Nushagak.

## Description
Longue de 45 milles (72 km), elle coule en direction du sud pendant 9 milles (14 km) puis de l'ouest pendant 26 milles (42 km) pour rejoindre la rivière Mulchatnadu à New Stuyahok, au nord-est de Dillingham.
Son nom eskimo était Estu-y-a-rok.

## Sources
- (en) « Stuyahok (Nushagak) », Geographic Names Information System